# 张惠建
张惠建（1958年—），中华人民共和国新闻工作者，广东梅县人，广东广播电视台台长。1978年后在广东电视台工作，历任新闻部组长、副主任、台长助理、新闻部主任、副台长、助理巡视员、党组成员、集团副总裁、总经理、台长、集团总裁。此外，他还担任广东省政协文化和文史资料委员会副主任、广东省文联兼职副主席、省政协委员。
2024年5月13日，因涉嫌严重违纪违法，接受广东省纪委监委纪律审查和监察调查。

## 工作经历
2001年，推动广播影视“走出去工程”。他将集团旗下的珠江频道海外版覆盖到北美、南美、欧洲、南非等地区；在香港创办点心卫视；在马来西亚创办家娱频道。
2006年，提出蓝海战略。他将广东广播电视台的业务进一步扩展到手机电视、移动电视、地铁电视、IPTV、数字电视、网络视频等新媒体。
2006年，先后获得年度"中国十大传媒创新人物"、全国好新闻特等奖、中国新闻奖一等奖、全国优秀电视新闻奖特等奖。
2018年，从广东广播电视台退休卸任，任广东省政协文化和文史资料委员会副主任，广东省广播影视协会会长。
2024年，因涉嫌严重违纪违法，落马。